# Louis Le Comte
Louis Le Comte (Bordeus 1655 - Bordeus 1728) missioner jesuïta francès que va desenvolupar una important tasca com matemàtic i científic a la Xina durant el regnat de l'emperador Kangxi a principis de la dinastia Qing.

## Biografia
Louis Le Comte (també citat com Louis Le Compte o Leconte), va néixer el 10 d'octubre de 1655 a Bordeus, França. A la Xina va utilitzar el nom de 李明 -Li Ming-.
Va ingressar a la Companyia de Jesús el 1671.
Va morir a Bordeus el 19 d'abril de 1728.

### Els matemàtics del Rei
El rei francès Lluís XIV, el seu ministre Jean-Baptiste Colbert i el seu successor François Michel Le Tellier, marquès de Louvois, van preparar el projecte d'una missió científica, religiosa i diplomàtica amb l'objectiu d'establir relacions comercials i polítiques amb Xina. En aquest procés també hi va intervenir la demanda del jesuïta flamenc Ferdinand Verbiest, que mitjançant una carta dirigida als seus superiors i la participació confessor del rei, el Pare Lachaise, va demanar més recursos materials i humans per a la missió a la Xina.
Louis Le Comte va integrar-se a un equip format per cinc jesuïtes matemàtics (Jean de Fontaney, Jean-François Gerbillon, Joachim Bouvet i Claude de Visdelou). Com a objectiu inicial tenien el mandat d'evitar la tutela dels jesuïtes portuguesos, que tenien el monopoli d'actuació a l'Àsia ("padroado") com a resultat del Tractat de Tordesillas de 1494 i poder desenvolupar la seva tasca sense interferències.
El 3 de març de 1685 van sortir del port de Brest per anar fins a Macau. Van arribar a Ningbo el 23 de juliol de 1687 i a Pequín el 1668. A Pequín van ser rebuts per l'emperador Kangxi el 7 de febrer i el 21 de març.

### Activitat i pensament religiós
Tot i que l'emperador no el va triar per al servei a la cort després d'haver arribat el 1688, li van permetre que pogués predicar a qualsevol lloc de la Xina. Va treballar a les províncies de Shanxi i Shaanxi.
A causa de les pressions portugueses contra la presència de jesuïtes francesos a la Xina, Le Comte va ser enviat a França per informar sobre l'estat de la missió.
El 1696 Le Comte, va publicar "Un jésuite à Pékin : Nouveaux mémoires sur l'état présent de la Chine" obra que posteriorment, el 1700 l'obra va ser censurada per la facultat de teologia de la Sorbona, per entendre que era massa favorable als ritus xinesos, i va convertir-se en un catalitzador de la discussió sobre la controvèrsia dels Ritus xinesos a Europa. Le Comte va ser cridat a Roma i malgrat el seu desig de tornar a la Xina, es va convertir en el confessor de la duquessa de Borgonya i mai més va tornar a la Xina.
Com a un element més de controvèrsia Le Compte va escriure que " ... després del Diluvi el món sencer va ser repoblat i que part dels descendents de Noè van instal·lar-se a la Xina".

### Activitat científica
L'observació regular de les estrelles permet als jesuïtes francesos establir les coordenades geogràfiques dels llocs visitats afavorint la composició de mapes detallats. Louis Le Comte proporciona aclariments sobre el tema: "Aquest primer intent [el de Siam] no ha deixat de ser d'utilitat per a l'astronomia i podem assegurar que els eclipsis lunars observats a Siam, a Louvo, a Pondicherry, Beijing, Nanjing, Kiam-chou [Jiangzhou], Guangzhou i alguns altres llocs de l'Orient no només ajudaran a regular els moviments dels cels, sinó també a perfeccionar la geografia".
En la seva carta a l'Abbé Bignon (Jean-Paul Bignon, 1662-1743), Le Comte analitza l'aportació de la seva activitat al progrés de la ciència en astronomia. En primer lloc, el jesuïta menciona un eclipsi examinat a Pequín el 1688, indicant les tècniques d'observació utilitzades, i a continuació, analitza la contemplació dels eclipsis lunars a Nanjing, Jiangzhou, Guangzhou i diversos llocs més a la Xina.